# Російсько-європейський лайка
Російсько-європейський лайка (англ. Russian-european laika) — порода мисливських собак, виведена в Тверській області Росії в 1944 році Є. І. Шерешевським.

## Визнання породи
Російсько-європейський лайка визнаний Міжнародною Кінологічною федерацією та згідно з класифікацією належить до 5 групи (Шпіци та примітивні, секція 2: Північні мисливські собаки)

## Характеристика
Приблизна висота пса в холці становить від 52 до 58 сантиметрів, а суки приблизно від 50 до 56 сантиметрів. Вага 18-23 кг. Забарвлення може бути будь-яким, але червоний колір на подушечках лап небажаний.